# Giorgio Baffo
Giorgio Baffo, né à Venise le 11 août 1694 et mort dans la même ville le 30 juillet 1768, est un magistrat, poète et un sénateur de la république de Venise au XVIIIe siècle.

## Œuvres
Giorgio Baffo fut, avec Ruzzante, Carlo Goldoni et Berto Barbarani un des écrivains majeurs en langue vénitienne. Il fut un auteur prolifique de sonnets licencieux, au nombre de 760.

### Baffo, auteur d'écrits «satiriques» pleins de malice
Baffo fut un poète philosophe qui dédia ses écrits « aux hommes et aux femmes aimant à rire et sachant regarder les choses du bon côté » . Il fit remarquer qu'« on n'y trouve ni critiques ni offenses contre les personnes, il n'y est question ni de Dieu, ni des rois. »
À Venise, Baffo a vécu dans le palais Bellavite Campo San Maurizio. Une plaque commémorative est posée sur la façade, avec une épitaphe de Guillaume Apollinaire.

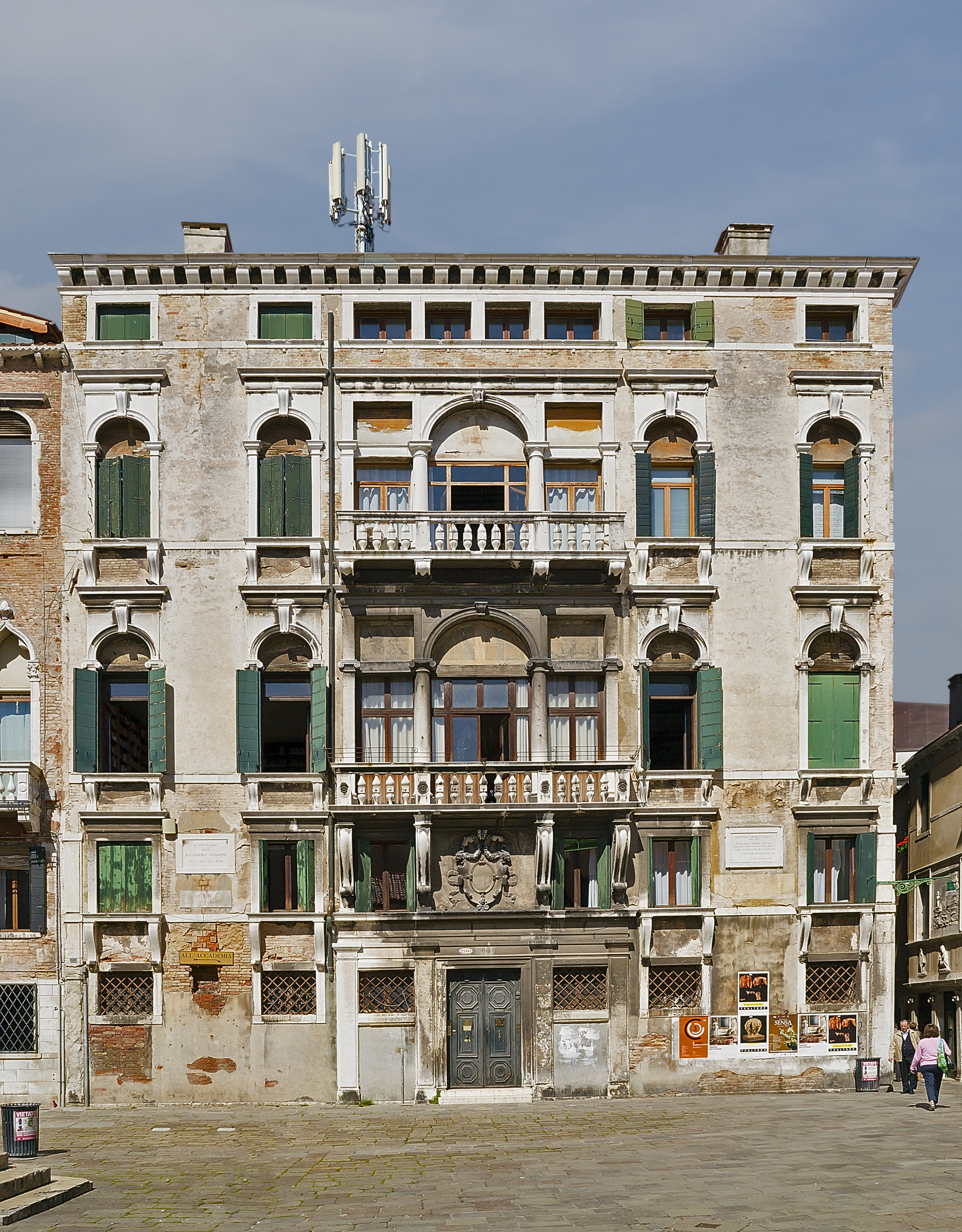
Le palais Bellavite à San Maurizio où vécut Baffo
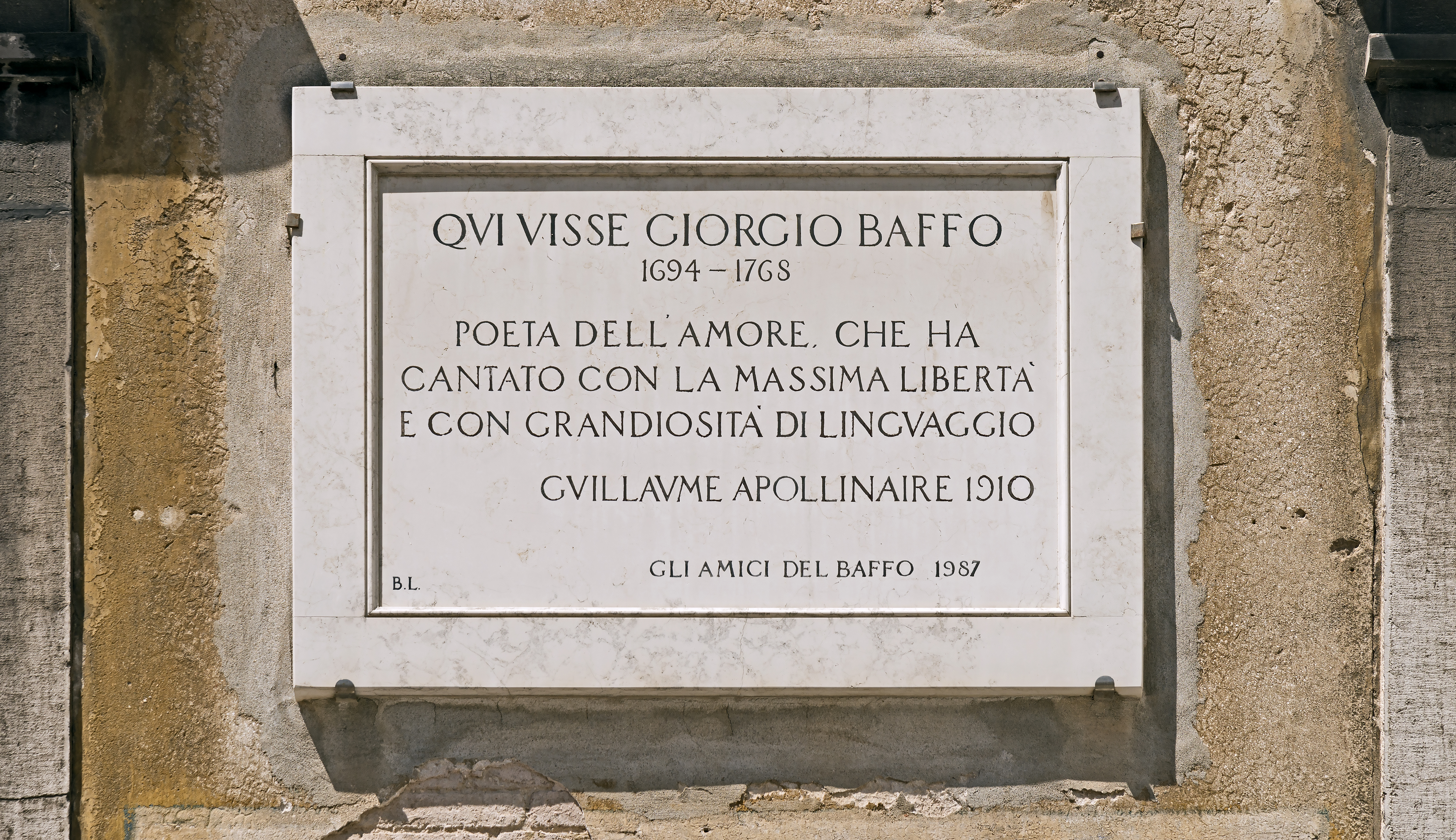
Plaque commémorative

Quelques sonnets sont traduits en français par Alcide Bonneau et par J.-Ch. Vegliante.